# Kidō Senshi Gundam: Vol. 3 - -A Baoa Qu-
Kidō Senshi Gundam: Vol. 3 - -A Baoa Qu- (機動戦士ガンダム Vol.3 -A BAOA QU-) est un jeu vidéo de stratégie développé et édité par Bandai en mai 2002 sur WonderSwan Color. C'est une adaptation en jeu vidéo de la série basée sur l'anime Mobile Suit Gundam. C'est le troisième opus d'une série de trois jeux vidéo,.

## Série
1. Kidō Senshi Gundam: Vol. 1 - -Side7- : 2001, WonderSwan Color
2. Kidō Senshi Gundam: Vol. 2 - -Jaburo- : 2001, WonderSwan Color
3. Kidō Senshi Gundam: Vol. 3 - -A Baoa Qu'